# Mariano Ossorio Arévalo
Mariano Ossorio Arévalo (Madrid, 8 de juliol de 1889-Madrid, 21 d'agost de 1969) també conegut com el marquès de la Valdavia va ser un polític espanyol, diputat a Corts durant la restauració borbònica i procurador, president de la Diputació Provincial de Madrid i delegat nacional d'Excaptius durant la dictadura franquista.

## Biografia
Va néixer el 8 de juliol de 1889 en Madrid, segons recorda Ezequiel Puig Maestre Amado al mateix carrer d'Atocha. Conservador datista, durant la restauració borbònica va ser elegit diputat a Corts pels districtes palentins de Saldaña (eleccions de 1914, 1920 i 1923)) i Cervera de Pisuerga (eleccions de 1916).
Va ostentar el títol nobiliari de iii marquès de la Valdavia.
Una vegada iniciada la guerra civil va intentar fugir de la zona republicana, però va ser reclòs en la Presó Model de Madrid, a la Presó de Porlier; posteriorment, previ refugi en la legació cubana, va fugir a França via València i es va incorporar a la zona franquista creuant la frontera hispanofrancesa per Irun en 1937.
Lloc al capdavant de la Delegació Nacional d'Excaptius de FET y de las JONS el gener de 1941, va exercir durant la dictadura altres càrrecs com el de tinent d'alcalde de l'Ajuntament de Madrid, el de procurador en les Corts franquistes (1943-1969), o el de president de la Diputació Provincial de Madrid, posició aquesta última que va exercir des del 3 de febrer de 1947 fins a febrer de 1965.
Va morir el 21 d'agost de 1969 a la seva ciutat natal.
Va rebre sepultura a la Sacramental de Santa María. Un carrer de Madrid, el carrer de l'Oeste —entre la ronda d'Atocha i el passeig de Santa María de la Cabeza— fou rebatejada en honor seu.

## Reconeixements
- Gran Creu de l'Orde Civil d'Alfons X el Savi (1954)[16]
- Gran Creu de l'Orde de Cisneros (1962)[17]
- Gran Creu (amb distintiu blanc) de l'Orde del Mèrit Aeronàutic (1964)[18]
- Medalla d'Or de la Província de Madrid (1965)[19]